# Claude Valluy
Claude Valluy  est un administrateur colonial.

## Biographie
Il fut gouverneur du Dahomey de 1949 à 1951, remplacé à cette date par Charles-Henri Bonfils.